# Jimmy Johnstone
Jimmy Johnstone, właśc. James Connolly Johnstone (ur. 30 września 1944, zm. 13 marca 2006) – szkocki piłkarz występujący na pozycji prawoskrzydłowego. Johnstone znany również jako „Jinky” został wybrany przez kibiców za najlepszego gracza Celticu w historii klubu z Glasgow. Zmarł 13 marca 2006 roku z powodu schorzenia neuronów ruchowych.

## Sukcesy
- Puchar Europy (1)
- Scottish Premier League (9)
- Puchar Szkocji (4)
- Puchar Ligi Szkockiej (5)